# پرورش کودک برای فروش

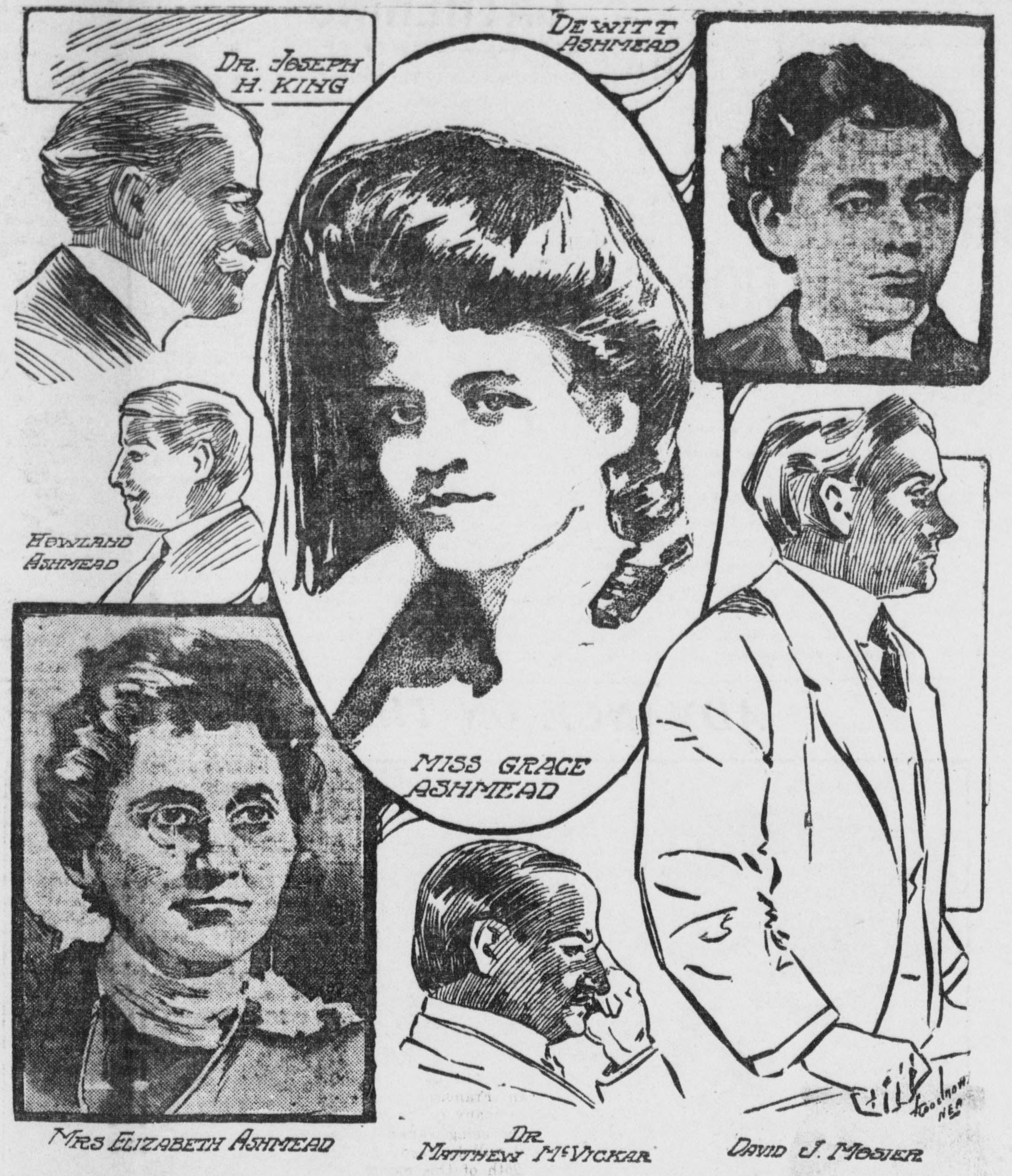
تصویر مربوط به پرورش کودک برای فروش

پرورش کودک برای فروش (انگلیسی: Child harvesting) عبارت از کارکردهای مقدماتی والدین و کودکان برای آماده کردن کودک بجهت عرضه به بازارهای قاچاق که به ویژه در کشورهای پذیرنده کودک متداول است. برای گرفتن کودک از پدر و مادر، به خانواده و والدینی که کودک خود را رها می‌کنند دروغ می‌گویند یا آن‌ها را فریب می‌دهند بطوریکه آن‌ها دیگر امیدی به بازگشت کودک خود ندارند. پرورش کودک معمولاً در کارخانه یا مزارع تولید بچه انجام می‌شود. در این مکانها زنان تشویق یا به زور باردار می‌شوند تا نوزادان خود را برای فروش بزرگ کنند. برخی زنان فقیر توضیح می‌دهند که آن‌ها به دلخواه خود و به امید دریافت پول در این کارخانه‌های تولید بچه تن به کار داده‌اند. این کودکان در مزارع یا معادن یا کارخانجات مورد استثمار قرار می‌گیرند، یا برای خدمتکاری در خانه‌ها یا برای فحشا از طریق قاچاق فروخته می‌شوند. معمولاً موارد کمی از تعذیب یا سر به نیست کردن اطفال برای نمایش‌های جادوگری بوده‌است. مزارع تولید بچه در هندوستان، نیجریه، گواتمالا، تایلند و یونان کشف شده‌است.

## نیجریه
پرورش کودک برای فروش در نیجریه یک شیوه جدید از قاچاق انسان است که دست‌اندرکاران این پروژه مؤسسات خود را تحت عناوینی چون زایشگاه، یتیم‌خانه، کلینیک یا کارگاه‌های کوچک جا زده‌اند. اینان دختران باردار را فریب می‌دهند تا آن‌ها در ازای دریافت پول در این مؤسسات زندگی کنند و نوزاد خود را به دنیا بیاورند. عوامل مختلفی از جمله حق بیمه اجتماعی در تربیت کودک، ناباروری و جلو انداختن حاملگی دختران جوان این شیوه قاچاق را تسریع می‌کند. یک بازار سیاه برای نوزادان جدید در نقاط مختلف کشور گسترش یافته که نوزادان را به خانواده‌های ثروتمند واگذار می‌کنند که شیوه مخفیانه ارزانتری نسبت به شیوه‌های دیگر از قبیل، لقاح آزمایشگاهی، تکنولوژی کمک به بارداری یا پذیرش کودک از طریق خدمات اجتماعی می‌باشد. در یک گزارش منتشر شده از سوی سازمان فرهنگی، علمی و آموزشی ملل متحده در سال ۲۰۰۶ اولین مورد کارخانه کودک علنی شد. از آن پس کارخانه‌های کودک بیشتری در جنوب نیجریه، در اوندا، اوگون، ایمو، آکوا ایبوم، آبیا و آنامبرا کشف شدند. در سال‌های ۲۰۰۸ و ۲۰۰۹ هر سال یک کارخانه شناسایی شد در حالیکه تعداد کارخانه‌های شناخته شده در سال ۲۰۱۳ به عدد ۵ و در سال ۲۰۱۵ به رقم ۸ رسید. بیشتر زنان در این کارخانه‌ها زنان جوان ازدواج نکرده از خانواده‌های با درآمد پائین هستند و از حاملگی ناخواسته در دوران نوجوانی به آن دچار شده‌اند و از شرمندگی در جامعه می‌ترسند. برخی از دختران جوان که در جستجوی کلینیک سقط جنین هستند با فریب به این کارخانه‌ها کشیده می‌شوند. علاوه بر فریب زنان جوان حامله، کارگزاران این کارخانه‌ها قربانیان جوان خود را برای زایمان می‌ربایند.

## حملات در نیجریه
- در سال ۲۰۰۸ یک شبکه کارخانه بچه که مدعی بودند که یتیم‌خانه است توسط یورش پلیس در ایالت انوگو (نیجریه) کشف شد.
- پلیس نیجریه در سال ۲۰۱۱ به دو بیمارستان دیگر حمله کرد و بدین ترتیب دو کارخانه بچه را منهدم کرد.
- در ماه ژوئن ۳۲ دختر باردار در آبا و آبیا از بیمارستانی بنام بنیاد صلیب نجات یافتند.
- در ماه اکتبر ۱۷ دختر باردار (و به روایت برخی منابع ۳۰) در شهرهای تیالا و آنامبرا از بیمارستانی بنام بنیاد اوانی ازوما نجات یافتند.[۶][۷]